# 1. Fußball- und Sportverein Mainz 05 1993-1994
Questa voce raccoglie le informazioni riguardanti il 1. Fußball- und Sportverein Mainz 05 nelle competizioni ufficiali della stagione 1993-1994.

## Stagione
Nella stagione 1993-1994 il Magonza, allenato da Josip Kuže, concluse il campionato di 2. Bundesliga al 13º posto. In Coppa di Germania il Magonza fu eliminato al primo turno dalla SpVgg Plattling.

## Rosa
| N. |                                 | Ruolo | Calciatore       |
| -- | ------------------------------- | ----- | ---------------- |
|    | Germania (bandiera)             | P     | Tom Eilers       |
|    | Germania (bandiera)             | P     | Stephan Kuhnert  |
|    | Germania (bandiera)             | P     | Manfred Petz     |
|    | Germania (bandiera)             | D     | Holger Greilich  |
|    | Croazia (bandiera)              | D     | Vlado Kasalo     |
|    | Germania (bandiera)             | D     | Michael Müller   |
|    | Germania (bandiera)             | D     | Dirk Rammenzweig |
|    | Germania (bandiera)             | D     | Hendrik Weiss    |
|    | Germania (bandiera)             | C     | Derek Arndt      |
|    | Germania (bandiera)             | C     | Michael Becker   |
|    | Germania (bandiera)             | C     | Ansgar Brinkmann |
|    | Bosnia ed Erzegovina (bandiera) | C     | Željko Buvač     |

| N. |                        | Ruolo | Calciatore     |
| -- | ---------------------- | ----- | -------------- |
|    | Germania (bandiera)    | C     | Uwe Diether    |
|    | Germania (bandiera)    | C     | Fabrizio Hayer |
|    | Germania (bandiera)    | C     | Mike Janz      |
|    | Turchia (bandiera)     | C     | Nihat Kaplan   |
|    | Germania (bandiera)    | C     | Victor Lopes   |
|    | Ghana (bandiera)       | C     | Isaac Sarpong  |
|    | Germania (bandiera)    | C     | Guido Schäfer  |
|    | Germania (bandiera)    | C     | Thomas Zampach |
|    | Russia (bandiera)      | C     | Sergey Žukov   |
|    | Germania (bandiera)    | A     | Arno Glesius   |
|    | Germania (bandiera)    | A     | Jürgen Klopp   |
|    | Stati Uniti (bandiera) | A     | David Wagner   |

## Organigramma societario
Area tecnica
- Allenatore: Josip Kuže
- Allenatore in seconda:
- Preparatore dei portieri:
- Preparatori atletici:

## Calciomercato

### Sessione estiva
| Acquisti | Acquisti         | Acquisti                 | Acquisti |
| R.       | Nome             | da                       | Modalità |
| -------- | ---------------- | ------------------------ | -------- |
| C        | Derek Arndt      | Eintracht Francoforte II |          |
| C        | Ansgar Brinkmann | Preußen Münster          |          |
| P        | Tom Eilers       | Darmstadt                |          |
| A        | Arno Glesius     | Saarbrücken              |          |

| Cessioni | Cessioni            | Cessioni          | Cessioni |
| R.       | Nome                | a                 | Modalità |
| -------- | ------------------- | ----------------- | -------- |
| C        | Steffen Herzberger  | Kickers Stoccarda |          |
| A        | Tomasz Jaworek      | Víkingur          |          |
| C        | Waldemar Kischka    | Paderborn         |          |
| A        | Gernot Ruof         | Wehen Wiesbaden   |          |
| D        | Michael Schuhmacher | SpVgg Ingelheim   |          |

### Sessione invernale
| Acquisti | Acquisti | Acquisti | Acquisti |
| R.       | Nome     | da       | Modalità |
| -------- | -------- | -------- | -------- |

| Cessioni | Cessioni | Cessioni | Cessioni |
| R.       | Nome     | a        | Modalità |
| -------- | -------- | -------- | -------- |

## Risultati

### 2. Bundesliga

#### Girone di andata
| Arbitro: | Heynemann |

|  |           |            |
|  | Marcatori | 27’ Müller |

| Arbitro: | Albrecht |

|                 |           |  |
| Wagner 17’, 86’ | Marcatori |  |

| Arbitro: | Brandt-Chollé |

|           |           |  |
| Hayer 71’ | Marcatori |  |

| Arbitro: | Steinborn |

|                                |           |  |
| Savichev 14’ Müller 23’ (aut.) | Marcatori |  |

| Arbitro: | Kuhne |

|           |           |            |
| Hayer 54’ | Marcatori | 73’ Trares |

| Arbitro: | Koop |

|                        |           |  |
| Wegmann 18’ Helmig 85’ | Marcatori |  |

| Arbitro: | Kemmling |

|            |           |                   |
| Glesius 6’ | Marcatori | 32’ (aut.) Kasalo |

| Arbitro: | Buchhart |

|             |           |  |
| Pröpper 72’ | Marcatori |  |

| Arbitro: | Pohlmann |

|           |           |             |
| Klopp 17’ | Marcatori | 73’ Jüptner |

| Arbitro: | Scheuerer |

|               |           |                       |
| Schneider 51’ | Marcatori | 26’ Buvač 83’ Zampach |

| Arbitro: | Aust |

|             |           |           |
| Glesius 65’ | Marcatori | 80’ Gries |

| Arbitro: | Harder |

|         |           |  |
| Epp 90’ | Marcatori |  |

| Arbitro: | Dellwing |

|           |           |                        |
| Klopp 39’ | Marcatori | 42’ Dammeier 68’ Reich |

| Arbitro: | Fleischer |

|          |           |  |
| Simon 8’ | Marcatori |  |

| Arbitro: | Berg |

|                                                    |           |              |
| Glesius 4’ Klopp 5’ Buvač 27’ Hayer 37’ Kasalo 44’ | Marcatori | 56’ Zweigler |

| Arbitro: | Willems |

|              |           |           |
| Rauffmann 9’ | Marcatori | 66’ Klopp |

| Arbitro: | Casper |

|                            |           |              |
| Buvač 14’, 81’ Zampach 63’ | Marcatori | 18’ Zallmann |

| Essen 26 novembre 1993, ore 19:30 CET 18ª giornata | Rot-Weiss Essen | 0 – 0 referto | Magonza | Georg-Melches-Stadion (6 324 spett.)\| Arbitro: \| Brandt-Chollé \| |
| Arbitro:                                           | Brandt-Chollé   |               |         |                                                                     |

| Arbitro: | Domurat |

|                                         |           |  |
| Brinkmann 25’ Klopp 31’, 67’ Wagner 36’ | Marcatori |  |

#### Girone di ritorno
| Arbitro: | Strampe |

|            |           |                                   |
| Wagner 86’ | Marcatori | 39’ Hey 44’, 52’ Rusayev 78’ Keim |

| Arbitro: | Schmidhuber |

|                              |           |  |
| Holetschek 23’ Fankhänel 61’ | Marcatori |  |

| Arbitro: | Müller |

|           |           |           |
| Weise 89’ | Marcatori | 50’ Hayer |

| Arbitro: | Jansen |

|               |           |          |
| Brinkmann 37’ | Marcatori | 57’ Lust |

| Arbitro: | Hotop |

|  |           |                     |
|  | Marcatori | 3’ Lopes 68’ Wagner |

| Arbitro: | Kiefer |

|                                 |           |                |
| Müller 23’ Buvač 38’ Wagner 56’ | Marcatori | 1’, 2’ Wegmann |

| Arbitro: | Best |

|             |           |                              |
| Hartwig 73’ | Marcatori | 17’, 67’ Buvač 58’ Brinkmann |

| Arbitro: | Ratzek |

|  |           |           |
|  | Marcatori | 57’ Marin |

| Arbitro: | Haupt |

|                                       |           |  |
| Bittengel 32’ Laeßig 47’ Feldhoff 75’ | Marcatori |  |

| Arbitro: | Wiesel |

|  |           |                                    |
|  | Marcatori | 11’ Stammann 32’ de Wit 90’ Deffke |

| Arbitro: | Prengel |

|                                               |           |  |
| Ogris 35’ Wollitz 40’, 75’ Schmöller 47’, 60’ | Marcatori |  |

| Arbitro: | Wippermann |

|                       |           |             |
| Hayer 67’ Zampach 85’ | Marcatori | 57’ Hofmann |

| Arbitro: | Brandt-Chollé |

|                |           |  |
| Reich 73’, 89’ | Marcatori |  |

| Arbitro: | Buchhart |

|               |           |             |
| Brinkmann 30’ | Marcatori | 64’ Freiler |

| Chemnitz 21 maggio 1994, ore 15:30 CEST 34ª giornata | Chemnitz | 0 – 0 referto | Magonza | Sportforum Chemnitz (2 700 spett.)\| Arbitro: \| Willems \| |
| Arbitro:                                             | Willems  |               |         |                                                             |

| Arbitro: | Fleske |

|                                     |           |  |
| Brinkmann 31’ Hayer 67’ Zampach 90’ | Marcatori |  |

| Arbitro: | Krug |

|                       |           |                                |
| Ehlers 67’ Bühner 86’ | Marcatori | 51’ Klopp 79’ Wagner 82’ Buvač |

| Arbitro: | Hauer |

|           |           |            |
| Buvač 89’ | Marcatori | 54’ Ueding |

| Arbitro: | Casper |

|                                          |           |           |
| Novodomsky 45’ Bobic 56’, 89’ Vrabec 90’ | Marcatori | 81’ Hayer |

### Coppa di Germania
| Arbitro: | Lange |

|                                  |           |                            |
| Boxleitner 2’, 5’, 83’ Weigl 13’ | Marcatori | 28’, 66’ Glesius 62’ Klopp |

## Statistiche

### Statistiche di squadra
| Competizione      | Punti | In casa | In casa | In casa | In casa | In casa | In casa | In trasferta | In trasferta | In trasferta | In trasferta | In trasferta | In trasferta | Totale | Totale | Totale | Totale | Totale | Totale | DR |
| Competizione      | Punti | G       | V       | N       | P       | Gf      | Gs      | G            | V            | N            | P            | Gf           | Gs           | G      | V      | N      | P      | Gf     | Gs     | DR |
| ----------------- | ----- | ------- | ------- | ------- | ------- | ------- | ------- | ------------ | ------------ | ------------ | ------------ | ------------ | ------------ | ------ | ------ | ------ | ------ | ------ | ------ | -- |
| 2. Bundesliga     | 37    | 19      | 8       | 7       | 4       | 32      | 22      | 19           | 5            | 4            | 10           | 14           | 29           | 38     | 13     | 11     | 14     | 46     | 51     | -5 |
| Coppa di Germania | -     | 0       | 0       | 0       | 0       | 0       | 0       | 1            | 0            | 0            | 1            | 3            | 4            | 1      | 0      | 0      | 1      | 3      | 4      | -1 |
| Totale            | 37    | 19      | 8       | 7       | 4       | 32      | 22      | 20           | 5            | 4            | 11           | 17           | 33           | 39     | 13     | 11     | 15     | 49     | 55     | -6 |

### Andamento in campionato
| Giornata  | 1 | 2 | 3 | 4 | 5 | 6 | 7 | 8  | 9  | 10 | 11 | 12 | 13 | 14 | 15 | 16 | 17 | 18 | 19 | 20 | 21 | 22 | 23 | 24 | 25 | 26 | 27 | 28 | 29 | 30 | 31 | 32 | 33 | 34 | 35 | 36 | 37 | 38 |
| --------- | - | - | - | - | - | - | - | -- | -- | -- | -- | -- | -- | -- | -- | -- | -- | -- | -- | -- | -- | -- | -- | -- | -- | -- | -- | -- | -- | -- | -- | -- | -- | -- | -- | -- | -- | -- |
| Luogo     | T | C | C | T | C | T | C | T  | C  | T  | C  | T  | C  | T  | C  | T  | C  | T  | C  | C  | T  | T  | C  | T  | C  | T  | C  | T  | C  | T  | C  | T  | C  | T  | C  | T  | C  | T  |
| Risultato | V | V | V | P | N | P | N | P  | N  | V  | N  | P  | P  | P  | V  | N  | V  | N  | V  | P  | P  | N  | N  | V  | V  | V  | P  | P  | P  | P  | V  | P  | N  | N  | V  | V  | N  | P  |
| Posizione | 5 | 1 | 2 | 3 | 2 | 7 | 9 | 14 | 13 | 9  | 10 | 11 | 13 | 17 | 11 | 12 | 11 | 12 | 6  | 9  | 10 | 11 | 10 | 9  | 8  | 8  | 9  | 9  | 12 | 12 | 11 | 14 | 13 | 15 | 12 | 10 | 8  | 13 |

Legenda:

Luogo: C = Casa; T = Trasferta. Risultato: V = Vittoria; N = Pareggio; P = Sconfitta.

### Statistiche dei giocatori
| Giocatore      | 2. Bundesliga | 2. Bundesliga | 2. Bundesliga | 2. Bundesliga | Coppa di Germania | Coppa di Germania | Coppa di Germania | Coppa di Germania | Totale   | Totale | Totale      | Totale     |
| Giocatore      | Presenze      | Reti          | Ammonizioni   | Espulsioni    | Presenze          | Reti              | Ammonizioni       | Espulsioni        | Presenze | Reti   | Ammonizioni | Espulsioni |
| -------------- | ------------- | ------------- | ------------- | ------------- | ----------------- | ----------------- | ----------------- | ----------------- | -------- | ------ | ----------- | ---------- |
| D. Arndt       | 15            | 0             | 5             | 1             | 0                 | 0                 | 0                 | 0                 | 15       | 0      | 5           | 1          |
| M. Becker      | 14            | 0             | 3             | 0             | 1                 | 0                 | 0                 | 0                 | 15       | 0      | 3           | 0          |
| A. Brinkmann   | 31            | 5             | 7             | 1             | 0                 | 0                 | 0                 | 0                 | 31       | 5      | 7           | 1          |
| Ž. Buvač       | 31            | 9             | 6             | 1             | 1                 | 0                 | 0                 | 0                 | 32       | 9      | 6           | 1          |
| U. Diether     | 3             | 0             | 0             | 0             | 1                 | 0                 | 0                 | 0                 | 4        | 0      | 0           | 0          |
| T. Eilers      | 4             | 0             | 0             | 0             | 0                 | 0                 | 0                 | 0                 | 4        | 0      | 0           | 0          |
| A. Glesius     | 16            | 3             | 4             | 0             | 1                 | 2                 | 0                 | 0                 | 17       | 5      | 4           | 0          |
| H. Greilich    | 28            | 0             | 3             | 0             | 0                 | 0                 | 0                 | 0                 | 28       | 0      | 3           | 0          |
| F. Hayer       | 33            | 7             | 5             | 0             | 0                 | 0                 | 0                 | 0                 | 33       | 7      | 5           | 0          |
| M. Janz        | 0             | 0             | 0             | 0             | 0                 | 0                 | 0                 | 0                 | 0        | 0      | 0           | 0          |
| N. Kaplan      | 5             | 0             | 0             | 0             | 0                 | 0                 | 0                 | 0                 | 5        | 0      | 0           | 0          |
| V. Kasalo      | 18            | 1             | 4             | 1             | 1                 | 0                 | 0                 | 0                 | 19       | 1      | 4           | 1          |
| J. Klopp       | 34            | 7             | 8             | 0             | 1                 | 1                 | 0                 | 0                 | 35       | 8      | 8           | 0          |
| S. Kuhnert     | 10            | 0             | 0             | 0             | 0                 | 0                 | 0                 | 0                 | 10       | 0      | 0           | 0          |
| V. Lopes       | 28            | 1             | 5             | 0             | 1                 | 0                 | 0                 | 0                 | 29       | 1      | 5           | 0          |
| M. Müller      | 35            | 2             | 5             | 0             | 1                 | 0                 | 0                 | 0                 | 36       | 2      | 5           | 0          |
| M. Petz        | 24            | 0             | 1             | 0             | 1                 | 0                 | 0                 | 0                 | 25       | 0      | 1           | 0          |
| D. Rammenzweig | 16            | 0             | 1             | 0             | 0                 | 0                 | 0                 | 0                 | 16       | 0      | 1           | 0          |
| I. Sarpong     | 11            | 0             | 0             | 1             | 1                 | 0                 | 0                 | 0                 | 12       | 0      | 0           | 1          |
| G. Schäfer     | 31            | 0             | 8             | 1             | 1                 | 0                 | 0                 | 0                 | 32       | 0      | 8           | 1          |
| D. Wagner      | 35            | 7             | 3             | 0             | 1                 | 0                 | 0                 | 0                 | 36       | 7      | 3           | 0          |
| H. Weiss       | 11            | 0             | 2             | 0             | 0                 | 0                 | 0                 | 0                 | 11       | 0      | 2           | 0          |
| T. Zampach     | 36            | 4             | 3             | 0             | 1                 | 0                 | 0                 | 0                 | 37       | 4      | 3           | 0          |
| S. Žukov       | 21            | 0             | 4             | 1             | 0                 | 0                 | 0                 | 0                 | 21       | 0      | 4           | 1          |